# Pavel Sitnikov
Pour les articles homonymes, voir Sitnikov.
Pavel Sitnikov est un patineur de vitesse sur piste courte russe.

## Biographie
En 2018, il est sixième au classement général individuel des Championnats du monde junior. Il participe également aux épreuves de patinage de vitesse sur piste courte aux Jeux olympiques de 2018 au 1000 et au 1500 mètres ; il arrive 27e au 1500 mètres.
Sur la saison de coupe du monde de short-track 2018-2019, son équipe de relais remporte plusieurs manches en relais mixte et en relais masculin. Il arrive septième du classement général aux Championnats d’Europe en mars 2019. En novembre 2019, il est troisième du 500 mètres sur une manche de coupe du monde.
Au cours de la saison de Coupe du monde de patinage de vitesse sur piste courte 2021-2022, il arrive sixième sur une coupe du monde au 500 mètres et reçoit une médaille d’or au relais mixte à Nagoya, avec Ekaterina Efremenkova, Sofia Prosvirnova et Semen Elistratov.